# Абазински език
Абазинският език е кавказки език, говорен от малобройно население (абазини) в руската автономна република Карачаево-Черкезия (около 35 000), както и от изселнически групи в Турция (около 10 000). Близък е до абхазкия език.

## История на езика
Абазинският език е безписмен до създаването на СССР. Езиковеди предполагат, че произлиза от общ праезик с абхазкия език. Двата езика са се обособили напълно един от друг вероятно между 8 и 12 век. По-далечни родствени връзки извън абхазо-адигейските езици не са доказани.

## Фонетика
Абазинският език се характеризира с голям брой съгласни звукове, някои от които са шушкави и цъкащи и с малък брой гласни (2 на брой: широк /а/ и тесен /ы/, които могат да се асимилират с полугласни и да преминават в звукове подобни на /е/, /и/, /о/, /у/).

## Диалекти
Абазинският език има два основни диалекта:
- тапантски
- ашхарски: по-архаичен и по-близък до абхазкия език.

## Писменост
Използва разширен вариант на руската кирилица.
| А а     | Б б   | В в     | Г г     | Гв гв   | Гъ гъ   | Гъв гъв | Гъь гъь |
| Гь гь   | ГӀ гӀ | ГӀв гӀв | Д д     | Дж дж   | Джв джв | Джь джь | Дз дз   |
| Е е     | Ё ё   | Ж ж     | Жв жв   | Жь жь   | З з     | И и     | Й й     |
| К к     | Кв кв | Къ къ   | Къв къв | Къь къь | Кь кь   | КӀ кӀ   | КӀв кӀв |
| КӀь кӀь | Л л   | Ль ль   | М м     | Н н     | О о     | П п     | ПӀ пӀ   |
| Р р     | С с   | Т т     | Тл тл   | Тш тш   | ТӀ тӀ   | У у     | Ф ф     |
| Х х     | Хв хв | Хь хь   | ХӀ хӀ   | ХӀв хӀв | Ц ц     | ЦӀ цӀ   | Ч ч     |
| Чв чв   | ЧӀ чӀ | ЧӀв чӀв | Ш ш     | ШӀ шӀ   | Шв шв   | Щ щ     | Ъ ъ     |
| Ы ы     | Ь ь   | Э э     | Ю ю     | Я я     |         |         |         |